# İskender kebap

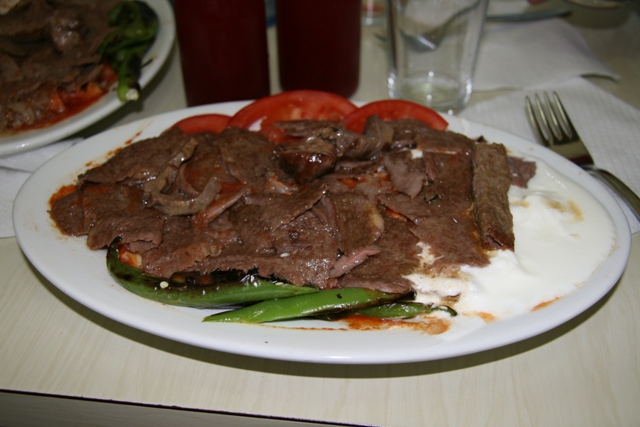
İskender kebap servit în Istanbul, Turcia

İskender kebap este una dintre cele mai cunoscute mâncăruri turcești, numele său provenind de la inventator, İskender Efendi (İskender fiind echivalentul turcesc al numelui Alexandru), care a trăit în Bursa la finele secolului al XIX-lea. 
Acesta reprezintă o variațiune a döner kebap, fiind preparat din fâșii subțiri de carne de miel (sau amestec oaie-vită), sos de tomate, bucăți de pită, unt de oaie și iaurt. 
Numele de "Kebapçı İskender" este o marcă înregistrată de către Yavuz İskenderoğlu, a cărui familie încă deține restaurantul din Bursa. De aceea, acesta se găsește în genere sub numele de "İskender kebap" sau "Bursa kebabı".